# 首阳县
首阳县，中国古县名。
汉朝时置，治所在今甘肃省渭源县东北渭河北岸，属陇西郡。《汉书·冯奉世传》：永光二年（前42年），征陇西羌，冯奉世为中军，“屯首阳西极上”，即此。西魏大统十七年（551年）改为渭源县。